# Кубыз (щипковый музыкальный инструмент)
Кубыз (баш. ҡумыҙ, от тюр. кобуз) — название башкирского  варгана. В Башкирии известен деревянный пластинчатый агас-кумыз и металлический тимер-кумыз.
Исполнитель зажимает инструмент губами и придерживает левой рукой, приблизив к зубам. Язычок защипывается пальцем правой руки и он при вибрации издает бурдонный звук, от которого при изменении артикуляции извлекаются обертоны. Звук инструмента тихий, диапазон в пределах одной октавы.
На кубызе исполняются плясовые наигрыши и звукоподражательные мелодии. Используется и как сольный и ансамблевый инструмент.
Наиболее известные исполнители-кубаисты — Р. А. Маркасевич, М. Давлетбаев, И. Туймакаев, И. Гимадиев, Р. Гафиятов, Б. Хидоятов, Д. Чернов, П.и В. Кужеровы и другие.